# Joseph Henry Blackburne
Joseph Henry Blackburne (10 tháng 12 năm 1841 - 1 tháng 9 năm 1924), biệt danh là "Cái chết đen", thống trị cờ vua Anh trong phần sau của thế kỷ 19. Blackburne học chơi cờ vua ở độ tuổi tương đối muộn 17 hoặc 18, nhưng ông nhanh chóng trở thành một kỳ thủ mạnh và tiếp tục phát triển sự nghiệp cờ vua chuyên nghiệp kéo dài hơn 50 năm. Tại một thời điểm, Blackburne là người chơi thành công thứ hai trên thế giới, với một loạt các chiến thắng giải đấu, và phổ cập cờ vua bằng cách chơi cờ đồng thời với nhiêu người và chơi cờ bịt mắt trên khắp đất nước Anh. Blackburne cũng xuất bản một tuyển tập các ván đấu của riêng mình.

## Tiểu sử
Joseph Henry Blackburne được sinh ra ở Manchester vào tháng 12 năm 1841. Ông đã học cách chơi cờ đam khi còn nhỏ, nhưng mãi đến khi nghe về những chiến công của Paul Morphy trên khắp châu Âu, ông mới chuyển sang chơi cờ ở tuổi 17 hoặc 18:
Blackburne gia nhập Câu lạc bộ cờ vua Manchester vào năm 1861. Vào tháng 7 năm 1861, anh thua 5-0 trong trận đấu với cầu thủ mạnh nhất của Manchester, Eduard Pindar (và vô địch các tỉnh), nhưng vào tháng 8/tháng 9, Blackburne đã đánh bại Pindar (năm thắng, hai hòa, một thua). Đến năm sau, Blackburne trở thành nhà vô địch của câu lạc bộ thành phố, trước Bernhard Horwitz (người đã dạy ông lý thuyết cờ tàn).
Blackburne chơi cờ bịt mắt một thời gian sau. Vào tháng 11 năm 1861, Louis Paulsen đã tổ chức một cuộc triển lãm chơi cờ bịt mắt đồng thời ở Manchester, đánh bại Blackburne trong số những người khác; Blackburne ngay sau đó đã chơi cờ bịt mắt với ba người chơi cùng một lúc.